# Haemaphysalis madagascariensis
Haemaphysalis madagascariensis är en fästingart som beskrevs av Jacques Colas-Belcour och Jacques Millot 1948.
Haemaphysalis madagascariensis ingår i släktet Haemaphysalis och familjen hårda fästingar. Artens utbredningsområde är Madagaskar. Inga underarter finns listade i Catalogue of Life.